# Alexandru Athanasiu
Alexandru Athanasiu (Bucarest, Romania 1955)
és un polític i jurista romanès, va ser durant nou dies Primer ministre de Romania durant l'any 1999. És membre del Partit Socialdemòcrata. Actualment és senador al Senat de Romania pel seu partit.

## Infància i estudis
Alexandru Athanasiu va néixer a Bucarest, Romania l'1 de gener de 1955. Estudià a l'Institut d'Educació Secundària Gheorghe Lazăr. Des de 1978 a 1982 treballà a la Cort de Dret de Bucarest.

## Vida post-comunista
Després de la Revolució Romanesa de 1989, s'afilià a l'antic Partit Socialdemòcrata de Romania, i fou elegit diputat el 1992, dins del Comitè de Treball i Protecció Social.

## Participació en els governs de la CDR (1996-2000)
El 12 de desembre de 1996, entrà com a Ministre de Treball i Ministre d'Estat al govern de Victor Ciorbea. Després de la dimissió de Ciorbea (30 de març de 1998), mantingué els seus càrrecs; però el 17 d'abril de 1998, amb l'entrada de Radu Vasile com a Primer Ministre, perdé el càrrec de Ministre d'Estat, i fou substituït per Victor Babiuc i Valeriu Stoica, però continuà com a Ministre de Treball fins que fou substituït el 22 de desembre de 1999 per Smaranda Dobrescu.

## Primer Ministre (1999)
Després de la dimissió de Vasile, el 13 de desembre de 1999, Athanasiu, va ser confirmat com a Primer Ministre, però amb funcions interines; el mateix dia. El seu mandat tan sols va durar nou dies perquè fou substituït per Mugur Isărescu, el 22 de desembre de 1999.

## Participació en els govern Năstase (2000-2004)
Després de la victòria del PSD en les eleccions legislatives del 2000, fou convidat a entrar al govern i fou Ministre d'Estat (28 de desembre de 2000 - 28 de desembre de 2004), i Ministre d'Educació (2003-2004). El 2001 integrà l'antic PSDR amb el nou PSD.

## Política postgovernamental
En les eleccions de 2004 fou elegit Senador per la Província de Bihor, càrrec que deixà l'1 de gener de 2007, quan fou nomenat eurodiputat pel Partit Socialista Europeu, però deixà el càrrec el 9 de desembre de 2007, i se'n tornà al Senat, on actualment és Senador.